# La maternal
La maternal es una película dramática de 2022, escrita y dirigida por Pilar Palomero, y protagonizada por Carla Quílez y Ángela Cervantes.

## Sinopsis
Carla, de 14 años, es una chica salvaje y rebelde que vive modestamente en las afueras de un pueblo con su madre tóxica. Llevada a un hogar de acogida por los servicios sociales locales, Carla da a luz a un niño. Con otras madres jóvenes del centro (Raki, Estel, Claudia, Jamila y Sheila), Carla deberá aprender a gestionar su nueva vida... Ella también tiene que lidiar con las vicisitudes de su tensa relación con su madre Penélope.

## Reparto
- Carla Quílez
- Ángela Cervantes
- Jordan Dumes
- Pepe Lorente
- Olga Hueso
- Rubén Martínez
- Gal·la Sabaté
- Neus Pàmies

## Producción
El guion es de Pilar Palomero. La maternal (el segundo largometraje dirigido por Palomero tras Las niñas) es una producción de Inicia Films y Bteam Prods, con la participación de RTVE, TVC, Televisión de Aragón y Movistar+ y el apoyo de Creative Europe's MEDIA e ICAA. Julián Elizalde trabajó como director de fotografía. Se rodó a finales del año 2021 durante 8 semanas. Las localizaciones incluyeron Los Monegros, Barcelona y sus alrededores.

## Estreno
La película se estrenó mundialmente en la selección oficial del 70.º Festival Internacional de Cine de San Sebastián, el 20 de septiembre de 2022, donde la protagonista, la joven Carla Quílez, obtuvo ex aequo la Concha de Plata a la mejor interpretación protagonista. Su estreno internacional fue en el Festival de Cine de Zúrich. Distribuida por BTeam Pictures, se estrenó en cines el 18 de noviembre de 2022 en España. Elle Driver adquirió los derechos de venta mundial fuera de España y Francia.

## Recepción
Jonathan Holland de ScreenDaily consideró que la película estaba "magníficamente dirigida por Palomero, quien parece tener un don especial para ver el mundo a través de los ojos de los niños".

## Premios y nominaciones
78.ª edición de las Medallas del Círculo de Escritores Cinematográficos
| Categoría         | Receptor(es)   | Resultado |
| ----------------- | -------------- | --------- |
| Mejor director    | Pilar Palomero | Nominada  |
| Actriz revelación | Carla Quílez   | Nominada  |

12.ª edición de los Premios Simón
| Categoría                     | Receptor(es)              | Resultado |
| ----------------------------- | ------------------------- | --------- |
| Mejor largometraje            | Mejor largometraje        | Ganadora  |
| Mejor dirección               | Pilar Palomero            | Ganadora  |
| Mejor actor                   | Rubén Martínez            | Nominado  |
| Mejor guion                   | Pilar Palomero            | Ganadora  |
| Mejor maquillaje y peluquería | Carmen Arbués             | Nominada  |
| Mejor vestuario               | Arantxa Ezquerro          | Ganadora  |
| Mejor sonido                  | Leo Dolgan                | Nominado  |
| Mejor contribución social     | Mejor contribución social | Ganadora  |